# Bayerella vernalis
Bayerella vernalis är en tvåvingeart som beskrevs av Jacentkovsky 1941. Bayerella vernalis ingår i släktet Bayerella och familjen parasitflugor. Inga underarter finns listade.